# Kösliner SV Phönix 1909
Kösliner SV Phönix 1909 was een Duitse voetbalclub uit de Pommerse stad Köslin, dat tegenwoordig het Poolse Koszalin is.

## Geschiedenis
De club werd in 1909 opgericht. De club sloot zich aan bij de Baltische voetbalbond en ging de competitie van Kolberg/Köslin spelen. In 1925 werd de club kampioen en plaatste zich voor de Pommerse eindronde, waarin de club meteen verloor van Germania Stolp.
In 1935 fuseerde de club met VfL 1933 Köslin. Na het einde van de oorlog werden alle Duitse voetbalclubs ontbonden, Köslin werd nu een Poolse stad en de club hield op te bestaan.

## Erelijst
Kampioen Kolberg/Köslin
1925